# Schauet doch und sehet, ob irgend ein Schmerz sei
Schauet doch und sehet, ob irgend ein Schmerz sei (in tedesco, "Guardate e vedete, se un qualche dolore") BWV 46 è una cantata di Johann Sebastian Bach.

## Storia
La cantata Schauet doch und sehet, ob irgend ein Schmerz sei venne composta da Bach a Lipsia nel 1723 e fu eseguita per la prima volta il 1º agosto dello stesso anno in occasione della decima domenica dopo la Trinità. Il libretto è tratto dal Libro delle Lamentazioni, capitolo 1 versetto 12, per il primo movimento, dal nono verso dell'inno O großer Gott von Macht di Johann Matthäus Meyfart e da testo di autore sconosciuto per i restanti movimenti.
Il tema musicale deriva dal corale O großer Gott von Macht del compositore Balthasar Schnurr, pubblicato a Lipsia nel 1632.

## Struttura
La cantata è scritta per contralto solista, tenore solista, basso solista, coro, tromba, violino I e II, flauto I e II, oboe da caccia I e II, viola e basso continuo, una strumentazione inusualmente ricca per una domenica del tempo ordinario, ed è suddivisa in sei movimenti:
1. Coro: Schauet doch und sehet, ob irgendein Schmerz sei, per tutti.
2. Recitativo: So klage du, zerstörte Gottesstadt, per tenore, flauti, archi e continuo.
3. Aria: Dein Wetter zog sich auf von weiten, per basso, tromba, archi e continuo.
4. Recitativo: Doch bildet euch, o Sünder, ja nicht ein, per contralto e continuo.
5. Aria: Doch Jesus will auch bei der Strafe, per contralto, flauti ed oboi.
6. Corale: O großer Gott von Treu, per tutti.